# Träslövs by
Träslövs by är en bebyggelse, belägen en kilometer nordost om Träslövs kyrka, på norra sidan av länsväg N 765, i Träslövs socken i Varbergs kommun. Mellan 2015 och 2020 avgränsade SCB här en småort. Vid avgränsningen 2020 klassades bebyggelsen som sammanväxt med den i tätorten Varberg och småorten avregistrerades